# Poa rohmooiana
Poa rohmooiana är en gräsart som beskrevs av Henry John Noltie. Poa rohmooiana ingår i släktet gröen, och familjen gräs. Inga underarter finns listade i Catalogue of Life.